# セオドア・ブルームフィールド
セオドア・ロバート・ブルームフィールド（Theodore Robert Bloomfield, 1923年6月14日 - 1998年4月1日）は、アメリカの指揮者。

## 人物・来歴
オハイオ州クリーブランドの生まれ。オーバリン大学でピアノを学ぶ傍らでモーリス・ケスラーに指揮法を学び、1944年に音楽学の学士号を得た。その後、ジュリアード音楽院でエドガー・シェンクマンに指揮法を学び、クラウディオ・アラウにピアノを学んだ。またピエール・モントゥーにも指揮法の指導を受けた。1945年にはカーネギー・ホールのリサイタル・ホールでニューヨーク・リトル交響楽団を指揮して指揮者としての初舞台を踏んだ。1946年から翌年までクリーヴランド管弦楽団の副指揮者を務める。1947年から1952年までクリーヴランド市民オペラ・ワークショップで指揮をし、1955年から1959年までポートランド交響楽団の音楽監督、1959年から1963年までロチェスター・フィルハーモニー管弦楽団の音楽監督を歴任。1964年から1966年までハンブルク国立歌劇場の第一指揮者、1966年から1968年までフランクフルト歌劇場の音楽総監督を務め、1975年から1982年までベルリン交響楽団の首席指揮者の任に当たった。
オレゴン州ウォレントンにて没。